# Rutkod
Tvådimensionella rutkoder består av ett antal enkla symboler – exempelvis kvadratiska pixlar – ordnade i ett tvådimensionellt mönster. Tvådimensionella rutkoder kan innehålla betydligt mer information per areaenhet än linjära streckkoder. Vanliga varianter av rutkoder är GS1 Datamatrix och QR-koder.

## Varianter

### Aztec

Koden lyder"This is an example Aztec symbol for Wikipedia."

Aztec är ett vanligt format på biljetter inom kollektivtrafik. 

### GS1 Datamatrix

GS1 Datamatrix är den enda av GS1:s informationsbärare som är tvådimensionell i matrisform. Den används i ökande omfattning i hälso- och sjukvårdssektorn.

### PDF417

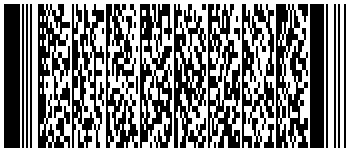

PDF417 är en staplad tvådimensionell streckkod. Den ser ofta ut som en förvrängd digital bild. En enda PDF417-symbol kan teoretiskt sett hålla upp till 1 850 bokstäver, 2 710 siffror eller 1 108 bytes. Specifikationerna för streckkoden brukar därför säga cirka 2 000 tecken. I och med sin höga densitet så måste den läsas med kamera vilket ger dyrare läsare.

### QR-kod

QR-koder används mer och mer i olika former av annonser, då koderna enkelt kan läsas och avkodas av dagens smartmobiler.